# A Salty Dog
A Salty Dog är bandet Procol Harums tredje album, släppt i mars 1969. Det här albumet var det sista som originaluppsättningen av gruppen spelade in tillsammans och Matthew Fisher var producent. 
A Salty Dog har hav och sjömän som tema och brukar ofta räknas som gruppens bästa album. Musikstilarna och tonen på låtarna varierar mycket, från det tragiska titelspåret, genom ballader som "Too Much Between Us" och hårdare rockande låtar som "The Devil Came from Kansas". Albumet släpptes på nytt 1997 och då inkluderades även singel-b-sidan "Long Gone Geek". 

## Låtlista
| Nr           | Titel                      | Kompositör                             | Längd |
| ------------ | -------------------------- | -------------------------------------- | ----- |
| 1.           | A Salty Dog                | Gary Brooker/Keith Reid                | 4:41  |
| 2.           | The Milk of Human Kindness | Gary Brooker/Keith Reid                | 3:47  |
| 3.           | Too Much Between Us        | Gary Brooker/Keith Reid/Robin Trower   | 3:45  |
| 4.           | The Devil Came from Kansas | Gary Brooker/Keith Reid                | 4:38  |
| 5.           | Boredom                    | Gary Brooker/Matthew Fisher/Keith Reid | 4:34  |
| 6.           | Juicy John Pink            | Keith Reid/Robin Trower                | 2:08  |
| 7.           | Wreck of the Hesperus      | Matthew Fisher/Keith Reid              | 3:49  |
| 8.           | All This and More          | Gary Brooker/Keith Reid                | 3:52  |
| 9.           | Crucifiction Lane          | Keith Reid/Robin Trower                | 5:03  |
| 10.          | Pilgrims Progress          | Matthew Fisher/Keith Reid              | 4:32  |
| Total längd: | Total längd:               | Total längd:                           | 40:49 |

## Listplaceringar
| Lista (1969)   | Position             |
| -------------- | -------------------- |
| Kanada         | 25 (RPM)             |
| Nederländerna  | 8                    |
| Norge          | 19 (VG-lista)        |
| Storbritannien | 27 (UK Albums Chart) |
| USA            | 32 (Billboard 200)   |